# Jackson County, West Virginia
Jackson County är ett county i västra delen av delstaten West Virginia i USA. Den administrativa huvudorten (county seat) är Ripley.
Countyt har fått sitt namn efter general Andrew Jackson som var USA:s sjunde president 1829-1837 som hade besegrat britterna i slaget vid New Orleans den 8 januari 1815.

## Geografi
Enligt United States Census Bureau har countyt en total area på 1 222 km². 1 207 km² av den arean är land och 16 km² är vatten.

### Angränsande countyn
- Wood County - nord
- Wirt County - nordöst
- Roane County - öst
- Kanawha County - syd
- Putnam County - sydväst
- Mason County - väst
- Meigs County, Ohio - nordväst

### Städer och samhällen
- Ravenswood
- Ripley